# Kärkölä
Kärkölä is een gemeente in de Finse provincie Zuid-Finland en in de Finse regio Päijät-Häme. De gemeente heeft een landoppervlakte van 256,5 km² en telt 4.198 inwoners (2022).